# Conseil national de recherches du Canada

Le Conseil national de recherches du Canada (abrégé en CNRC ou NRC en anglais) est une organisation gouvernementale constituant le principal organisme de recherche et développement du Canada.

## Historique
Le CNRC est créé en 1916. Elle a tout d'abord eu un rôle de conseil auprès du gouvernement du Canada. Au cours des années 1930, elle a commencé à mener des travaux de recherche scientifique de plus grande ampleur et ses premiers laboratoires furent construits à Ottawa. Durant la Seconde Guerre mondiale, le CNRC a connu une croissance rapide et a participé de manière majeure à l'explosion de la recherche fondamentale et appliquée au Canada de 1945 à 1965. Parmi d'autres inventions, les chercheurs du CNRC ont notamment mis en place le premier stimulateur cardiaque (1951), la première horloge atomique au césium (1958), et développé une variété de colza (1974). Initialement appelé « Conseil national de recherches du Canada », l’image de marque a été changée en « Conseil national de recherches Canada » , bien que l’ancienne appellation soit encore utilisée ici et là, incluant par le CNRC lui-même.
Le CNRC développe maintenant de nombreux partenariats en recherche et développement avec des organismes du secteur public comme du secteur privé, au Canada et dans l'ensemble du monde. Il participe par exemple au fonctionnement du laboratoire de physique nucléaire et des particules TRIUMF (en).
Au printemps 2013, le gouvernement Harper modifie les orientations du CNRC. Au lieu de la recherche fondamentale, celui-ci devra désormais travailler sur des projets qui sont immédiatement bénéfiques à la société ou à l'industrie.
Pendant la pandémie de Covid-19 au Canada, le CNRC construit le Centre de production de produits biologiques à Montréal, pour produire des vaccins.
De nombreux organismes gouvernementaux sont à l'origine des émanations du CNRC qui ont pris leur indépendance, notamment :
- l'Agence spatiale canadienne ;
- le centre en recherche et développement pour la défense du Canada ;
- les Instituts de recherche en santé du Canada ;
- le Centre de la sécurité des télécommunications du Canada ;
- le Conseil de recherches en sciences naturelles et en génie du Canada.
- l'Institut de recherche en construction

## Bourse Jeune Entreprise
Chaque année, le CRNC distingue plusieurs entreprises au sein de son « Parcours Jeune Entreprise ». Les lauréats reçoivent une bourse d’aide au développement.

### Parcours Jeune Entreprise 2018
- Beeye
- Boomrank
- Hardbacon
- Merinio
- Nexapp
- Novatize
- Retnia
- Rum&Code
- Third Bridge Inc.
- UEAT

### Parcours Jeune Entreprise 2019
- B2B Quotes
- Allié RH
- JITbase
- PairConnex
- UEAT

### Parcours Jeune Entreprise 2020
- eLab
- Flow
- PerformWeb
- Shapeshift3D
- Umaneo